# Nectophrynoides paulae
Nectophrynoides paulae é uma espécie de sapo da família Bufonidae. Ele é endêmico na Tanzânia.